# تایرا نو موتوموری
تایرا نو موتوموری (به ژاپنی: 平基盛); پسر دوم تاکاشینا نو آکیکو و تایرا نو کیوموری بود. وی یکسال بعد از تولد برادرش در سال ۱۱۳۸ پسر ارشد کیوموری، تایرا نو شیگه‌موری متولد شد. وی در اثر بیماری در دوم مه سال ۱۱۶۲ در سن ۲۴ سالگی درگذشت.